# Arsenobismite
L'arsenobismite non è un minerale come inizialmente considerato, bensì una soluzione solida principalmente costituita da preisingerite con atelestite e beudantite; per questo motivo dal 1999 non è più riconosciuta come specie valida dall'Associazione Mineralogica Internazionale (IMA).

## Etimologia e storia
Il nome deriva dalla sua composizione chimica in quanto contiene arsenico e bismuto.

## Proprietà
L'arsenobismite è un composto che cristallizza nel sistema ortorombico; ha una durezza Mohs pari a 3 ed è piuttosto friabile.

## Forma in cui si presenta in natura
L'arsenobismite si presenta in masse criptocristalline, friabili o polverulente. Il colore va dal giallo-marrone al giallo-verde mentre il colore del suo striscio è giallo-verdastro.